# San Anselmo (Califórnia)
San Anselmo é uma vila localizada no estado americano da Califórnia, no condado de Marin. Foi incorporada em 9 de abril de 1907.

## Geografia
De acordo com o United States Census Bureau, a vila tem uma área de 6,9 km², onde todos os 6,9 km² estão cobertos por terra.

## Demografia
Segundo o censo nacional de 2010, a sua população é de 12 336 habitantes e sua densidade populacional é de 1 777,22 hab/km². É a localidade mais densamente povoada do condado de Marin. Possui 5 538 residências, que resulta em uma densidade de 797,85 residências/km².